# Équipe de Somalie des moins de 17 ans de football
Maillots
L' équipe nationale de football des moins de 17 ans de Somalie ou équipe national de football U-17 de Somalie (somali : Kooxda Qaranka Soomaaliya, arabe : الاتحاد الصومالي لكرة القدم), surnommés les Ocean Stars, représente l'équipe de la Somalie des U-17 dans le football international et est contrôlé par la Fédération somalienne de football (SFF), membre de la Confédération africaine de football (CAF),,.

## Histoire
L'équipe nationale somalienne de football des moins de 17 ans a disputé son premier match le 2 mars 1998 contre l'Angola à Lubanga, en Angola. Le match s'est soldé par une défaite 0-1. L'équipe en 2022 a remporté le Championnat CECAFA U-17 2022 pour la première fois et s'est qualifiée pour la Coupe d'Afrique des Nations 2023 en Algérie. La nation n'est pas encore qualifiée pour la Coupe du Monde U-17 de la FIFA.

## Effectif actuel
| N° | Poste     | Nom                  | Date de naissance (Âge) | Sélections | Buts | Club              | Pays du club |
| -- | --------- | -------------------- | ----------------------- | ---------- | ---- | ----------------- | ------------ |
| 1  | Gardien   | Mohamed Adan Osman   | 1 janvier 2007          | 0          | 0    | Hiliwa FC         | Somalie      |
| 13 | Gardien   | Abdikadir Ali        | 19 mai 2006             | 2          | 0    | Badbaado FC       | Somalie      |
| 23 | Gardien   | Jabril Ali           | 20 mars 2007            | 0          | 0    | Dalsan FC         | Somalie      |
| 2  | Défenseur | Abdulle Abdullahi    | 3 novembre 2006         | 2          | 0    | Heegan FC         | Somalie      |
| 3  | Défenseur | Khalid Ahmed Hassan  | 9 février 2006          | 2          | 0    | Darul Tarbiyah    | Somalie      |
| 4  | Défenseur | Abdulkadir Osman     | 10 avril 2007           | 2          | 0    | Jazira SC         | Somalie      |
| 5  | Défenseur | Ayub Hassan          | 1 février 2007          | 0          | 0    | Jabir FC          | Somalie      |
| 12 | Défenseur | Hassan Adan Barreh   | 18 septembre 2007       | 0          | 0    | Leicester City FC | Angleterre   |
| 18 | Défenseur | Abdirahman Cama      | 1 mai 2006              | 2          | 0    | Heegan FC         | Somalie      |
| 6  | Milieu    | Said Mohamed         | 5 janvier 2006          | 1          | 0    | UMA Hospital FC   | Somalie      |
| 99 | Milieu    | Abdalla Omar         | 8 juillet 2006          | 2          | 0    | Gasco FC          | Somalie      |
| 8  | Milieu    | Mahamoud Silva       | 7 février 2006          | 2          | 0    | Gasco FC          | Somalie      |
| 14 | Milieu    | Ahmed Hassan Mohamed | 6 mars 2007             | 2          | 0    | Banadir FC        | Somalie      |
| 15 | Milieu    | Muhidin Mukhtar      | 1 octobre 2007          | 0          | 0    | Jabir FC          | Somalie      |
| 20 | Milieu    | Idriis Abdiwahab     | 25 juin 2007            | 2          | 0    | IFK Uddevalla     | Suède        |
| 9  | Attaquant | Abdirahin Mohamed    | 26 juin 2006            | 1          | 0    | Gasco FC          | Somalie      |
| 11 | Attaquant | Badri Hussein        | 3 août 2006             | 2          | 0    | Woxol FC          | Somalie      |
| 16 | Attaquant | Abdirahan Farah      | 10 février 2007         | 0          | 0    | Xamarweyne FC     | Somalie      |
| 17 | Attaquant | Yaasiin Abdirahman   | 23 août 2006            | 2          | 0    | Lyn Fotball       | Norvège      |
| 21 | Attaquant | Abdiaziiz Abdirahman | 3 mars 2006             | 2          | 0    | Toronto FC        | Canada       |

## Records en compétition

### Coupe d'Afrique des nations des moins de 17 ans
| 1995 à 2019 | Non qualifié     | Non qualifié | Non qualifié | Non qualifié | Non qualifié | Non qualifié | Non qualifié | Non qualifié | Non qualifié | Non qualifié | Non qualifié | Non qualifié | Non qualifié |
| 2021        | Annulé           | Annulé       | Annulé       | Annulé       | Annulé       | Annulé       | Annulé       | Annulé       |              |              |              |              |              |
| 2023        | Phase de groupes | 3            | 0            | 1            | 2            | 1            | 6            |              |              |              |              |              |              |
| 2025        | Phase de groupes | 3            | 0            | 0            | 3            | 1            | 10           |              |              |              |              |              |              |
| Total       | 2/15             | 6            | 0            | 1            | 5            | 2            | 16           |              |              |              |              |              |              |

### Championnat CECAFA des moins de 17 ans
| 2007  | Phase de groupes | –               | 3               | 0               | 1               | 2               | 2               | 10              |                 |                 |                 |                 |                 |
| 2009  | Phase de groupes | –               | 3               | 0               | 0               | 3               | 1               | 5               |                 |                 |                 |                 |                 |
| 2018  | Finalistes       | –               | 5               | 3               | 1               | 1               | 5               | 2               |                 |                 |                 |                 |                 |
| 2020  | Non participant  | Non participant | Non participant | Non participant | Non participant | Non participant | Non participant | Non participant | Non participant | Non participant | Non participant | Non participant | Non participant |
| 2022  | Champions        | –               | 4               | 2               | 1               | 1               | 6               | 4               |                 |                 |                 |                 |                 |
| Total | 4/5              | –               | 15              | 5               | 3               | 7               | 14              | 21              |                 |                 |                 |                 |                 |